# Hans Steinhoff

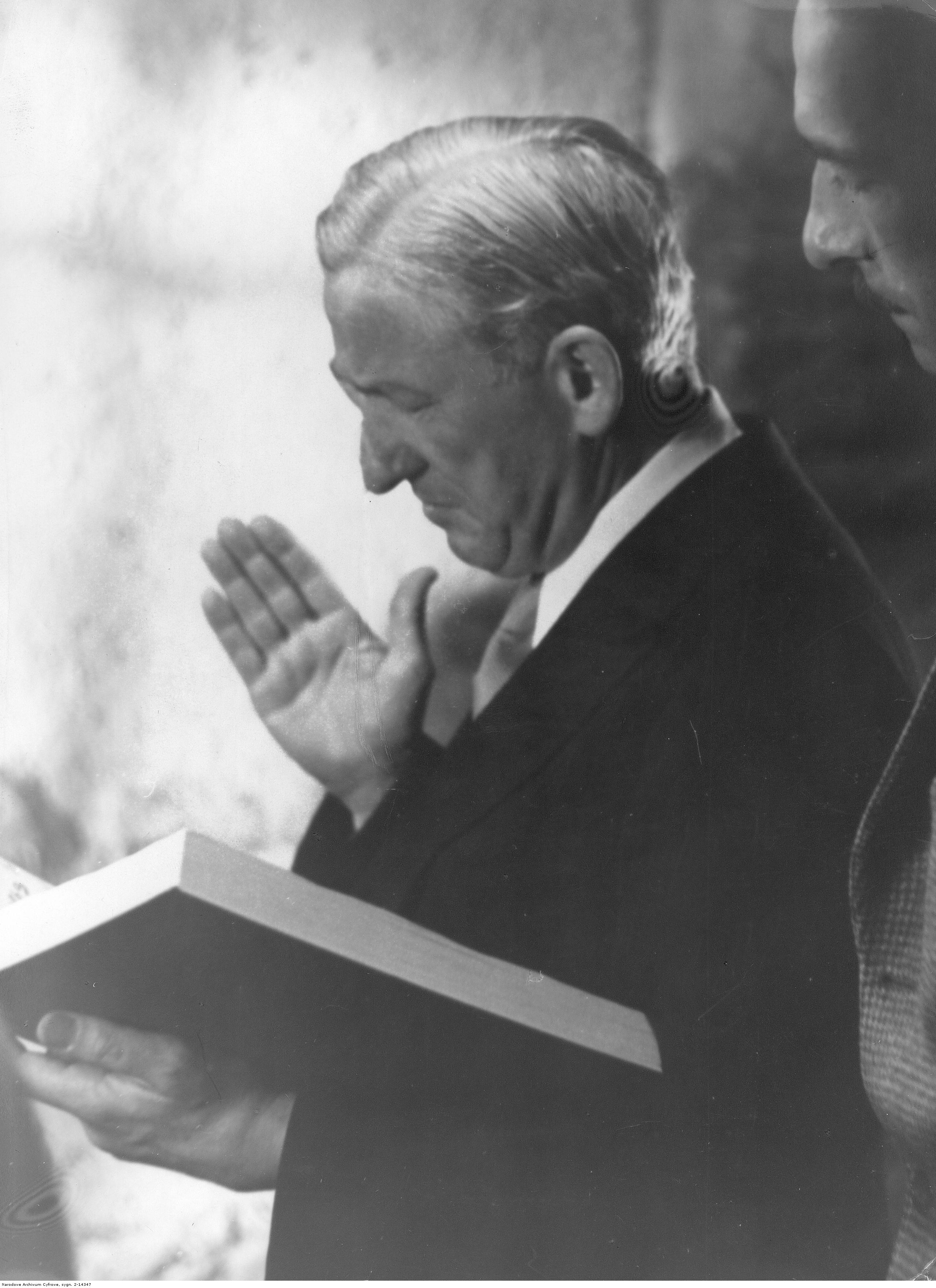
Hans Steinhoff

Hans Steinhoff (* 10. März 1882 als Johannes Reiter in Marienberg, Sachsen; † 20. April 1945 bei Glienig, Brandenburg) war ein deutscher Filmregisseur, der heute vor allem für seine zum Teil propagandistischen Filme aus der Zeit des Nationalsozialismus bekannt ist.

## Leben
Steinhoff begann ein Medizinstudium in Leipzig, das er abbrach. Er entschied sich, Schauspieler zu werden und gab sein Debüt 1903 in Braunschweig am Tourneetheater „Nachtasyl“. Er war dann Theaterschauspieler und Sänger in München und avancierte kurz vor dem Ersten Weltkrieg zum Oberregisseur am Metropol-Theater in Berlin. Seit 1914 wirkte er als Regisseur an Varieté-Bühnen in Wien.
1921 führte er erstmals Filmregie bei einer Adaption von Gottfried Kellers Erzählung Kleider machen Leute. In der Zeit von 1921 bis 1933 drehte Steinhoff zahlreiche Filme verschiedener Genres: Von der Komödie über die Literaturverfilmung bis zum Melodram. Er arbeitete auch mit dem damaligen Drehbuchautor und späteren Filmregisseur Billy Wilder zusammen, so etwa bei Scampolo, ein Kind der Straße (1932) mit Dolly Haas, und gehörte damals zu den ersten deutschen
Regisseuren, die in Joinville, dem europäischen Zentrum für die Herstellung von filmischen Mehrsprachen-Versionen — vor der standardmäßigen Synchronisation —, tätig wurden.
Steinhoff fühlte sich schon vor 1933 nationalsozialistischen Ideen verpflichtet und wurde in der Zeit des Nationalsozialismus von der gleichgeschalteten Presse systematisch protegiert.
Für seinen Film Hitlerjunge Quex (1933), nach dem gleichnamigen Roman von Karl Aloys Schenzinger, erhielt er das goldene Ehrenabzeichen der Hitlerjugend. Der Film fand ungeteilte Zustimmung der nationalsozialistischen Führungsriege. Selbst Joseph Goebbels, der vergleichbare „Zeitfilme“ im Dienste der NS-Propaganda wie z. B. SA-Mann Brand oder Hans Westmar als „Gesinnungsschwarten“ nicht sonderlich schätzte, wertete den Film aufgrund dessen straffer Inszenierung höher ein. Der Film darf als Vorbehaltsfilm in der Bundesrepublik nur mit Einschränkungen öffentlich aufgeführt werden, was ebenso auf Steinhoffs NS-Propagandafilm Gestern und heute von 1938 zutrifft.
Gustaf Gründgens spielte die Hauptrolle in Tanz auf dem Vulkan (1938). Steinhoff behauptete, den Filmstoff nach Motiven Jean-Gaspard Deburaus 15 Jahre lang den Studios vergeblich vorgeschlagen zu haben, weil er stets an Gründgens als Hauptdarsteller festhielt. Robert Koch, der Bekämpfer des Todes (1939) stilisierte den Entdecker des Tuberkulose-Erregers zur Führerfigur. In dem Film Die Geierwally (1940) wurde eine starke Frau den Erfordernissen staatlicher Propaganda entsprechend zur Hauptperson. Auch bei Rembrandt (1942), ist der Einfluss nationalsozialistischer Kulturlenkung unübersehbar. Bei den Dreharbeiten in den okkupierten Niederlanden zwischen dem 18. Oktober 1941 und dem 14. April 1942 trat Steinhoff zudem laut Augenzeugen als linientreuer Nationalsozialist mit demonstrativem Hitlergruß und mit Parteiabzeichen auf, was in der Berliner Zeit niemals vorgekommen war.
Von den Dreharbeiten zu seinem letzten Film Shiva und die Galgenblume (1945), der wegen der deutschen Kapitulation nicht fertiggestellt werden konnte und die Filmkarrieren einiger Darsteller für mehrere Jahre unterbrach, floh Steinhoff als erster von Prag aus in Richtung Berlin. Am 20. April 1945 wollte er mit dem letzten Linienflug der Lufthansa in einer Junkers Ju 52 nach Enns (damals Reichsgau Oberdonau) mit Zwischenstopp Prag fliegen. Bei Glienig in Brandenburg wurde das Flugzeug vom Boden aus mit Leuchtspurgranaten beschossen, wie der Ingenieur Kurt Runge, der einzige Überlebende, berichtete. Die Opfer des Abschusses wurden in einem Massengrab („Zum Gedenken an 18 unbekannte Kriegstote“) in Glienig beigesetzt, wobei Steinhoff auf einem neueren Gedenkkreuz namentlich erwähnt wird.

## Hans Steinhoff im Urteil von Zeitgenossen und Nachwelt
In seiner 1975 erschienenen Autobiografie Kauf dir einen bunten Luftballon äußert sich der Drehbuchautor und Regisseur Géza von Cziffra negativ über Steinhoff. Dieser sei bei den Schauspielern wegen seiner übertriebenen Linientreue sehr unbeliebt gewesen. O. W. Fischer habe über Steinhoff gesagt: „Er ist brauner als Goebbels und schwärzer als Heinrich Himmler.“ Hans Albers habe Steinhoff als „das größte Arschloch des Jahrhunderts“ und als „Schwein“ bezeichnet. Steinhoffs Lieblingsausspruch sei „Der Herr Minister wünscht es so!“ gewesen, wobei unter dem „Minister“ Goebbels zu verstehen gewesen sei. Cziffra schreibt weiter: „Steinhoff, der in den letzten Tagen des Krieges bei jeder skeptischen Äußerung mit Anzeige und Gefängnis drohte, war der erste, der Prag verließ, ohne seinen Film zu beenden. Er ging nach Berlin, und von dort wollte er am 20. April mit der letzten Lufthansa-Maschine, die aus dem bereits umzingelten Berlin nach Spanien flog, fliehen. Aber das Flugzeug stürzte nach Beschuss nahe Glienig (Brandenburg) ab.“
Die Äußerungen von Cziffra geben den damaligen Wissensstand wieder. Weder war es der letzte Flug der Lufthansa aus Berlin, es war der letzte Linienflug, noch war Spanien als Ziel geplant. Steinhoff nahm ein Flugzeug nach Enns mit Zwischenstopp Prag.
Auch Billy Wilder äußerte sich abschätzig über Steinhoff, der einige seiner Drehbücher verfilmt hatte: „Ein Mann ohne jedes Talent. Er war ein Nazi, ein hundertprozentiger sogar. Aber es gab auch viele Nazis, die Talent hatten. Ich würde nie sagen, daß die Leni Riefenstahl kein Talent hatte … Aber ich sage über Steinhoff, daß er ein Idiot war, aber nicht weil er Nazi war, er war auch ein sehr schlechter Regisseur“.
Frederik D. Tunnat bezeichnete Hans Steinhoff in seiner Biografie des Drehbuchautors Karl Gustav Vollmoeller, mit dem Steinhoff 1923 bei Inge Larsen zusammengearbeitet hatte, als „dienstbare[n] (…) Zauberlehrling seiner nationalsozialistischen Meister Goebbels und Hitler“. Georg C. Klaren schrieb über Steinhoff in einem Aufsatz, er sei ein „ebenso angeberischer wie prominenter“ Regisseur gewesen.

## Filmografie
- 1921: Kleider machen Leute
- 1922: Der falsche Dimitry
- 1923: Die Fledermaus (Drehbuch)
- 1923: Inge Larsen
- 1924: Mensch gegen Mensch
- 1925: Der Mann, der sich verkauft
- 1925: Der Mann im Sattel (Drehbuch)
- 1925: Gräfin Mariza
- 1926: Schwiegersöhne
- 1926: Wien – Berlin
- 1926: Frau Sopherl vom Naschmarkt (auch Ballettmädels)
- 1926: Der Herr des Todes
- 1927: Die Tragödie eines Verlorenen
- 1927: Das Frauenhaus von Rio
- 1927: Familientag im Hause Prellstein
- 1928: Die Sandgräfin
- 1928: Das Spreewaldmädel
- 1928: Angst
- 1928: Ein Mädel und drei Clowns
- 1929: Gestörtes Ständchen
- 1929: Nachtgestalten
- 1930: Fundvogel (Drehbuch)
- 1930: Chacun sa chance
- 1930: Rosenmontag
- 1931: Die Faschingsfee
- 1931: Kopfüber ins Glück
- 1931: Die Pranke
- 1931: Der wahre Jakob
- 1931: Mein Leopold
- 1932: Scampolo, ein Kind der Straße / Un peu d’Amour
- 1933: Hitlerjunge Quex[20]
- 1933: Keine Angst vor Liebe
- 1933: Liebe muß verstanden sein
- 1933: Madame wünscht keine Kinder / Madame ne veut pas d’enfants
- 1934: Mutter und Kind
- 1934: Freut Euch des Lebens
- 1934: Die Insel / Vers l’abîme
- 1934: Lockvogel / Le Miroir aux Alouettes
- 1935: Der alte und der junge König[21]
- 1935: Der Ammenkönig
- 1936: Eine Frau ohne Bedeutung
- 1937: Ein Volksfeind
- 1938: Tanz auf dem Vulkan
- 1938: Gestern und heute
- 1939: Robert Koch, der Bekämpfer des Todes[22][23]
- 1940: Die Geierwally
- 1941: Ohm Krüger
- 1942: Rembrandt
- 1943: Gabriele Dambrone
- 1944: Melusine
- 1945: Shiva und die Galgenblume (unvollendet)